# 河合玲奈
河合玲奈（日语：／ Kawai Reina，2000年6月20日—），日本寫真偶像、演員、歌手。於埼玉縣出身。

## 生平
2014年6月，河合參演戲劇《聖盧米亞女學園 ～夢約小妖精～》（聖リミュエール女学園～夢見るフェアリーズ～）。同年12月，她在科幻舞台劇《七友七分》（セブンフレンズ・セブンミニッツ）中以時組成員的身份演出。
2015年2月27日，她推出在東京都拍攝的寫真DVD《美少女傳說》，於當中飾演觀眾的妹妹。她之後跟寫真偶像榊真子合作，發表共演作品《美少女傳說 玲奈之香 真子之瞳》（美少女伝説 れいなの香、まこの瞳）。網上對河合的評價較榊差，認為她在外表上不及後者。4月29日至5月10日，她來到池袋，在那出演科幻舞台劇《2015年最後的假日 ～永不終滅之歌～》（ラストホリデイ2015～終わらない歌～）。
同年7月，河合發表寫真DVD《美少女傳說 玲奈啾❤》（美少女伝説 れーなちゅ❤）。這部作品運用到了平衡球去輔助拍攝。9月19日，她跟沖田彩花、東海林藍、星野璃里共演的非戲院首映電影《青春狂想曲 心跳不已Water Girl 4》（青春ラプソディ。 ときめきウォーターガール4）開售，在片中扮演與自己有着差不多性格的千惠。同月她亦公開作品《美少女傳說 玲奈公主》（美少女伝説 れいな姫），觀眾能從中觀賞穿上泳衣的河合。
2016年8月26日，河合推出寫真DVD《美少女傳說 玲奈測試》（美少女伝説 れーな検定）。她在作品中以穿着連身服的姿態登場。2018年3月，她在Siamdol一週年紀念演唱會中獻唱。2年後亦出演舞台劇《时空警察WeckerЯ》。

## 外部連結
- 河合玲奈的Ameblo網誌 （页面存档备份，存于）（日語）
- 河合玲奈的X（前Twitter）（日語）
- 河合玲奈的Instagram帳戶（日語）